# Geoff Goodacre
Geoff Goodacre (eigentlich Geoffrey Charles Goodacre; * 18. Juni 1927 in Blayney, New South Wales; † 30. Juni 2004 in Long Jetty, New South Wales) war ein australischer Hürdenläufer, der sich auf die 400-Meter-Distanz spezialisiert hatte.
1950 gewann er bei den British Empire Games in Auckland Bronze über 440 Yards Hürden, und 1956 schied er bei den Olympischen Spielen in Melbourne über 400 m Hürden im Vorlauf aus.
Siebenmal wurde er Australischer Meister über 440 Yards Hürden (1948–1951, 1955–1957) und dreimal über 220 Yards Hürden (1949, 1955, 1956). Seine persönliche Bestzeit über 400 m Hürden von 52,0 s stellte er am 20. Oktober 1956 in Melbourne auf.